# Constituição brasileira de 1946
A Constituição de 1946 foi a quinta Constituição brasileira, tendo sido promulgada  em 18 de setembro de 1946 sendo construída com um corpo de 218 artigos; somando-se mais 36 artigos nas ADCTs.

## Histórico
A mesa da Assembleia Constituinte, elaborada por Eurico Gaspar Dutra, então Presidente de República (1946-1951), promulgou a Constituição dos Estados Unidos do Brasil e o Ato das Disposições Constitucionais Transitórias no dia 18 de setembro de 1946, consagrando as liberdades expressas na Constituição de 1934, que haviam sido retiradas em 1938; sendo assim, se trata de, em suma, um resgate histórico da carta constitucional previamente citada, restaurando a democracia imbuída pelo Estado Novo (1937-1946), acrescendo direitos trabalhistas, além do apreço pelo Poder Legislativo.

## Dispositivos principais
- A igualdade de todos perante a lei;
- A liberdade de manifestação de pensamento, sem censura, a não ser em espetáculos e diversões públicas;
- A inviolabilidade do sigilo de correspondência;
- A liberdade de consciência, de crença e de exercício de cultos;
- A inviolabilidade da casa como asilo do indivíduo;
- A prisão só em flagrante delito ou por ordem escrita de autoridade competente e a garantia ampla de defesa do acusado;
- Extinção da pena de morte;
- Separação dos três poderes;
- Controle de Constitucionalidade abstrato.

Gustavo Capanema, jurista e político mineiro, Luís Viana Filho, escritor, historiador e político baiano, Aliomar Baleeiro, jurista e político baiano, Clodomir Cardoso, jurista, escritor e político maranhense, Gilberto Freire, escritor e sociólogo pernambucano, e Barbosa Lima Sobrinho, escritor, intelectual, jornalista e político pernambucano, são algumas das personalidades que integraram a Assembleia Constituinte que elaborou e promulgou a Constituição de 1946.
A Constituição Brasileira de 1946, bastante avançada para a época, foi notadamente um avanço da democracia e das liberdades individuais do cidadão. A Carta seguinte significou um retrocesso nos direitos civis e políticos.

## Elaboração heterogênica
Foi a primeira constituição a possuir uma bancada comunista no seu processo constituinte. Depois de seis meses da promulgação da constituição a bancada comunista foi perseguida. O partido comunista foi posto na ilegalidade, sob a alegação de obedecer ordens estrangeiras. Seria apenas o primeiro revés sofrido pela recente ordem democrática.

## Extinção de territórios
Conforme as disposições transitórias da Constituição Federal de 1946, foram extintos os territórios do Iguaçu e de Ponta Porã em 18 de setembro, tendo sido reintegrados aos estados que outrora abrangiam suas áreas, em decorrência de articulações engendradas pelos políticos paranaenses no âmbito da Assembleia Nacional Constituinte.

## Juramento do Presidente da República
O compromisso constitucional a ser jurado pelo Presidente da República, no ato de posse era definido na Carta de 1946 pelo art. 83. parágrafo único:
| “ | O Presidente da República prestará, no ato da posse, este compromisso: "Prometo manter, defender e cumprir a Constituição da República, observar as suas leis, promover o bem geral do Brasil, sustentar-lhe a união, a integridade e a independência". | ” |

## Sucumbida pelo Golpe Militar de 1964
Durante a vigência da Constituição de 1946, a ordem democrática sofreria uma série de tentativas de golpes de estado, culminando no Golpe de Estado no Brasil em 1964, quando governava o  presidente João Goulart. A partir de então, a carta-magna passou a receber uma série de emendas, que a descaracterizaram. Foi suspensa por seis meses pelo Ato Institucional Número Um e finalmente substituída pela Constituição de 1967, proposta oficialmente pelo Ato Institucional Número Quatro.

### Outros

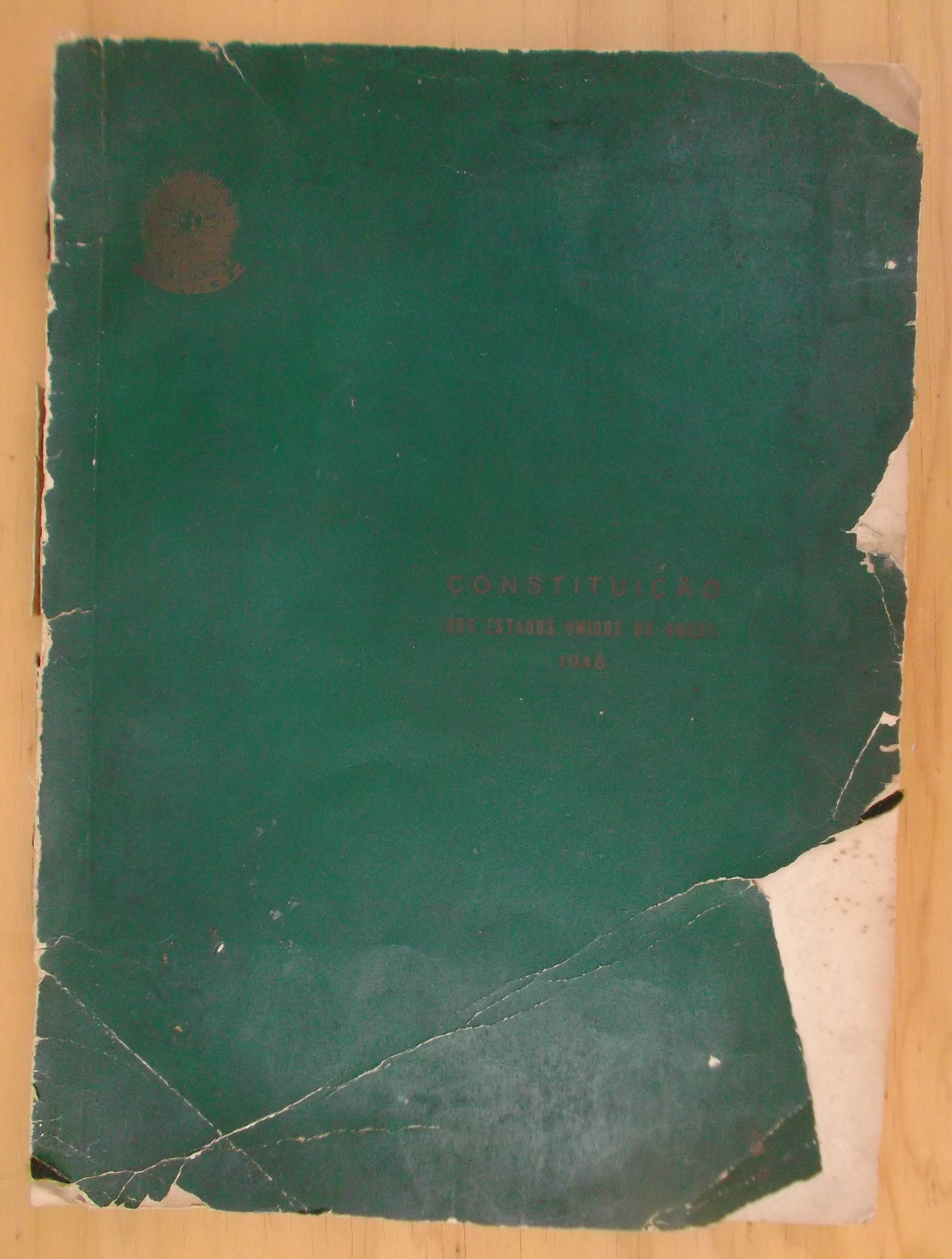
Raro exemplar do texto da Constituição Brasileira de 1946.
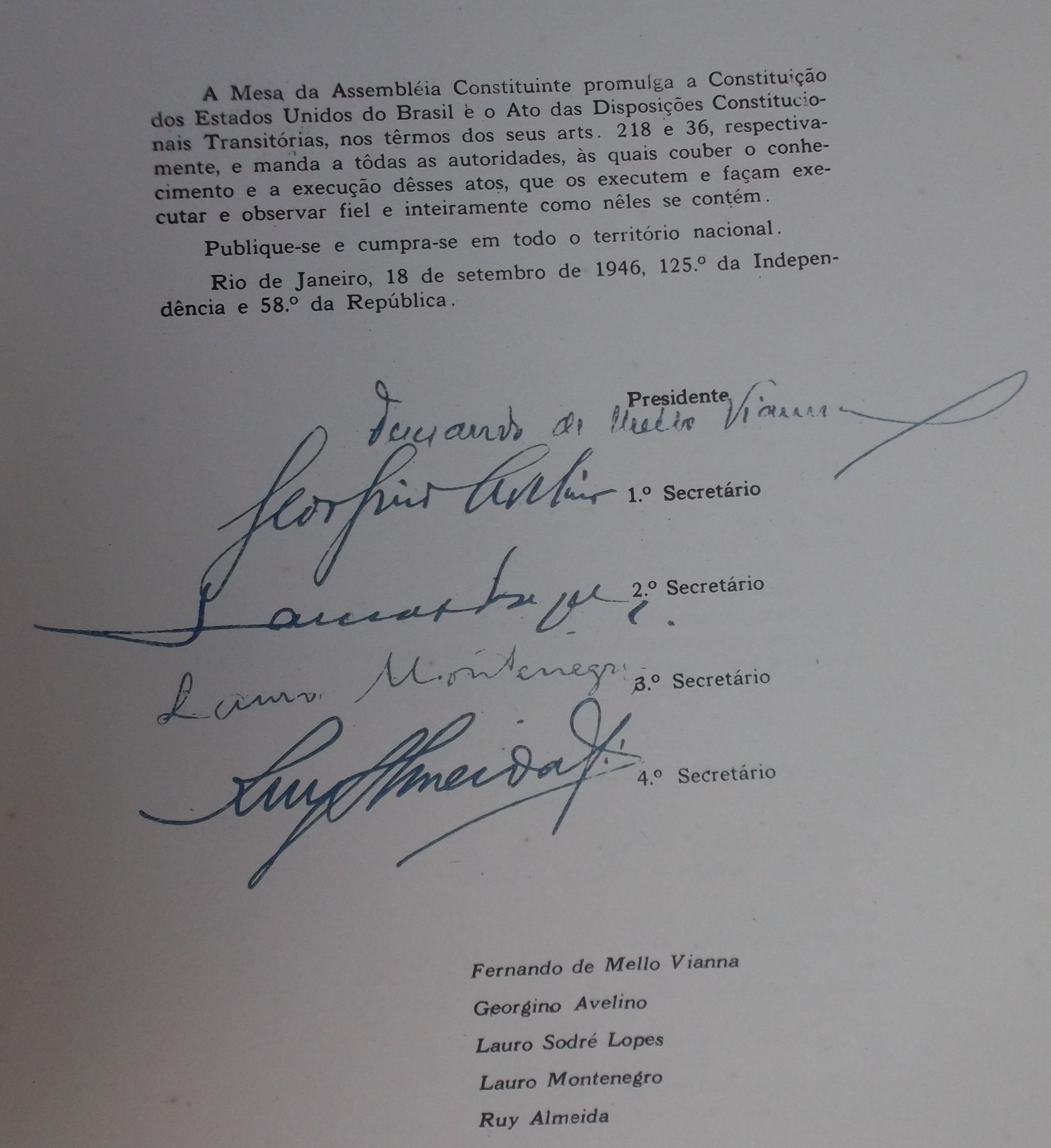
Ato da mesa do Congresso Nacional que promulga o texto de 1946.
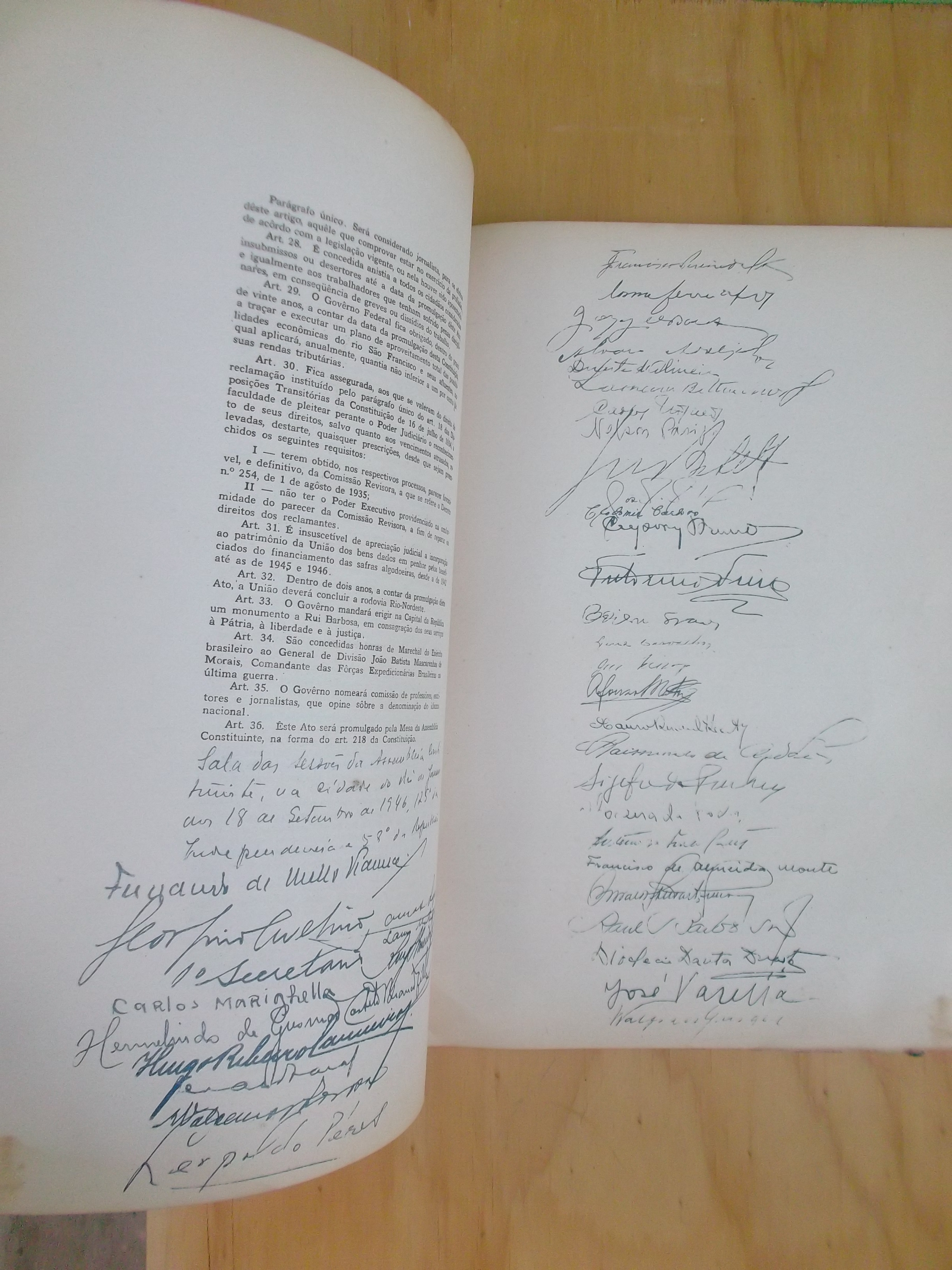
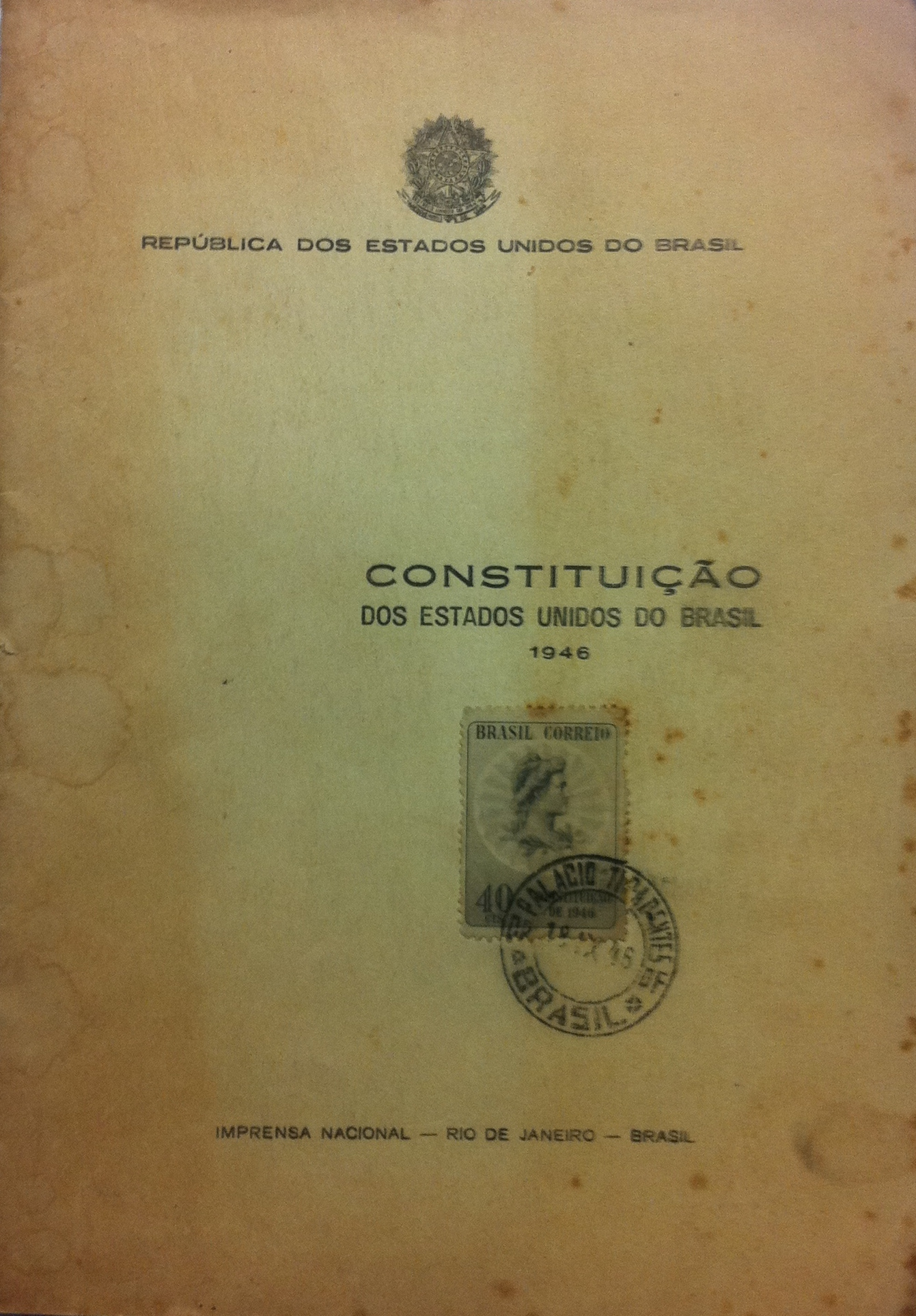